# Leonardo Garzoni
Leonardo Garzoni (ur. 1543 w Wenecji, zm. 10 marca 1592) – włoski fizyk i jezuita, znany z badań dotyczących magnetyzmu.

## Życiorys
Źródła dotyczące jego życia są bardzo nieliczne. Wiadomo że pochodził z rodziny patrycjuszy weneckich a w 1565 roku rozpoczął studia filozoficzne. Prawdopodobnie w tym samym roku wstąpił do kongregacji w Brescii należącej do Towarzystwa Jezusowego a w 1567 lub 1568 roku, dołączył do zakonu. W 1568 roku rozpoczął pracę jako wykładowca logiki w Parmie. W 1573 roku rozpoczął trzyletnie studia teologiczne w Padwie. W 1579 roku złożył śluby zakonne w Brescii, po czym przeniósł się do rodzinnej Wenecji gdzie, poza krótkim pobytem w Weronie żył do śmierci.
Jedyną pracą Garzoniego która zachowała się do współczesnych czasów jest Due trattati sopra la natura, e le qualità della calamita. Jest ona uznawana za pierwsze, nowoczesne podejście do tematu zjawisk magnetycznych. Została napisana około 1580 roku. Rozgłos uzyskała jednak dopiero po śmierci autora. Opierał się na niej między innymi Niccolò Cabeo w swojej pracy Philosophia Magnetica ale korzystali z niej również Giambattista della Porta (Magia Naturalis) i William Gilbert (De Magnete). W przypadku Della Porty, zachodzi nawet podejrzenie iż jego praca była po prostu plagiatem dzieła Garzoni'ego, co zarzucali mu już Cabeo i Zucchi.
Due trattati sopra la natura... składa się z dwóch części. Pierwsza liczy sobie siedemnaście rozdziałów, w których Garzoni wykłada i uzasadnia swoje teorie dotyczące zjawisk magnetycznych. Druga dzieli się na dwie podczęści. W pierwszej autor opisuje kilka eksperymentów potwierdzających jego obserwacje i prezentuje założenia. Druga zawiera teoretyczną interpretację eksperymentów. W pierwszej części dzieła, celem Garzoni'ego było wytłumaczenie dwóch podstawowych zjawisk magnetycznych związanych z  naturalnie magnetyzowanym magnetytem. Pierwsza to sposób w jaki dochodzi do naturalnej magnetyzacji tego minerału a druga to interakcja z innym naturalnie magnetyzowanym magnetytem lub z żelazem. Jego zdaniem, każde zjawisko magnetyczne można wyjaśnić, jeśli tylko zrozumie się ruch sił wokół biegunów jednego magnesu i wzajemne oddziaływanie między biegunami dwóch magnesów. Garzoni zawarł w swojej pracy opisy i wyjaśnienia dotyczące zjawiska magnetyzacji żelaza w wyniku interakcji z magnetytem, wpływu pola wytwarzanego przez magnetyt na ciała znajdujące się w pobliżu, oraz zasięgu tego pola. Próbował również wyjaśnić problem lokalizacji biegunów magnetycznych ciał niebieskich.
W drugiej części pracy, całkowicie poświęconej eksperymentom, Garzoni opisał szereg zjawisk magnetycznych. Pierwszy z opisanych eksperymentów zaowocował opisem ruchu sił magnetycznych w stosunku do biegunów. Wiele następnych obserwacji było poświęconych wzajemnemu oddziaływaniu między magnetytem a żelazem. Garzoni skupiał się na tym w jaki sposób dochodzi do postulowanego „przekazania” właściwości magnetycznych przez magnetyt. W tym celu eksperymentował z kawałkami żelaza i magnetytu o różnych wielkościach i kształtach. Interesowało go zwłaszcza oddziaływanie magnetytu na żelazny pył. Próbował badać działanie sił wewnątrz  minerałów. W kolejnych eksperymentach sprawdzał zewnętrzne działanie sił magnetycznych, poprzez umieszczanie w polu magnetycznym igły magnetycznej. Na podstawie tych badań udało mu się stworzyć model kierunku ruchu sił magnetycznych bardzo zbliżony do współczesnego. Garzoni badał jeszcze zachowanie dwóch, wzajemnie oddziałujących na siebie igieł magnetycznych, oraz proces zaniku pola magnetycznego.